# フリードリヒ3世 (マイセン辺境伯)
フリードリヒ3世（Feirdrich III., 1332年12月14日 - 1381年5月21日）は、マイセン辺境伯（在位：1349年 - 1381年）、テューリンゲン方伯（在位：同）。父はマイセン辺境伯フリードリヒ2世、母は神聖ローマ皇帝ルートヴィヒ4世の娘マティルデ。バルタザール、ヴィルヘルム1世の兄。厳格伯（der Strenge）の渾名を持つ。

## 生涯
1349年、2人の弟バルタザール、ヴィルヘルム1世と共に父の領土であるマイセン辺境伯とテューリンゲン方伯を受け継いだ。妻カテリーナは、嫁資としてヘンネベルク伯爵領のかなりの部分（コーブルクを含む）をもたらした。フリードリヒ3世はさらにエルガースブルク、ツェルビヒ、ランツベルク辺境伯領の一部、ザンガーハウゼン市を購入して獲得している。しかしプラウエンの代官とシュヴァルツブルク伯爵は武力でこれを割譲するよう迫った。彼はヘッセン方伯ハインリヒ2世との間のシュテルナー盟約を破棄している。
1381年5月21日、アルテンブルクで亡くなった。

## 子女
1346年、カテリーナ・フォン・ヘンネベルク（? - 1397年）と結婚、4人の息子を儲けた。
1. フリードリヒ（1350年）
2. フリードリヒ1世（1370年 - 1428年） - マイセン辺境伯、後にザクセン選帝侯
3. ヴィルヘルム2世（1371年 - 1425年） - マイセン辺境伯
4. ゲオルク（1380年 - 1401年） - マイセン辺境伯